# 진천 연곡리 석비
진천 연곡리 석비(鎭川 蓮谷里 石碑)는 충청북도 진천군 진천읍 연곡리에 있는 고려시대의 비석이다. 1964년 9월 3일 대한민국의 보물 제404호로 지정되었다.

## 개요
이 비에는 글씨가 쓰여지지 않았으며, 또한 비의 주인공도 확인할 수 없는 상태이다. 처음부터 비문을 새기지 않은 것인지 지워버린 것인지는 알 수가 없다. 비머리에도 네모진 비의 이름을 쓰는 자리만 마련되어 있을 뿐 글씨는 없다.
받침부분은 비몸돌과 머리부분을 지탱하기 위한 중요한 부분으로 거북머리의 모양을 새기는 것이 일반적이지만 말(馬)의 머리에 더 가깝다. 비의 윗부분에는 아홉 마리의 용을 새겼다. 사실적으로 표현되었고 조각기법도 우수하다.
조형양식과 수법으로 보아 고려 전기의 석비로 추정된다.

## 현지 안내문
거북받침 위에 비몸을 세우고 비머리를 얹은 일반형 석비로 비문이 없어 일명 백비라고 불려 더욱 유명한 비석이다.
거북 모양의 받침돌은 얼굴면이 손상되어 말머리같이 되었으며 앞 발톱이 파손되었다. 등 무늬는 정교하게 조각되어 단아한 느낌을 주고, 비몸을 받치는 받침부분의 연꽃무늬는 잎이 작으면서도 양감이 있어 아름다운 느낌을 준다. 비머리에는 아홉 마리의 용이 여의주를 물려고 하는 모습을 사실적으로 조각하였다.
거북모양 받침돌의 머리 형태와 비의 규모에 비해 얇은 몸, 옆으로 긴 네모꼴의 비머리 형태 등 고려 초기 특징을 지니고 있다. 건립 연대나 양식상 월광사 원랑선사비와 비교되는 작품이다.

## 같이 보기
- 제천 월광사지 원랑선사탑비 - 보물 제360호

## 참고 자료
- 진천 연곡리 석비 - 국가유산청 국가유산포털